# Saison 1988 de la NFL
Navigation
Édition précédente Édition suivante
La saison 1988 de la NFL est la 69e saison de la National Football League. Elle voit le sacre des San Francisco 49ers à l'occasion du Super Bowl XXIII.

## Déménagement
Les Cardinals de St.Louis (à ne pas confondre avec l'équipe de baseball du même nom qui reste dans la ville) déménagent vers la banlieue de Phoenix, à Tempe et deviennent les Cardinals de Phoenix.

## Classement général
| Qualifié en play-offs |

| AFC Est              |      |      |      |        |          |            |
| Franchise            | Vic. | Déf. | Nuls | % vic. | Pts pour | Pts contre |
| Buffalo Bills        | 12   | 4    | 0    | .750   | 329      | 237        |
| Indianapolis Colts   | 9    | 7    | 0    | .563   | 354      | 315        |
| New England Patriots | 9    | 7    | 0    | .563   | 250      | 284        |
| New York Jets        | 8    | 7    | 1    | .531   | 372      | 354        |
| Miami Dolphins       | 6    | 10   | 0    | .375   | 319      | 380        |
| AFC Central          |      |      |      |        |          |            |
| Franchise            | Vic. | Déf. | Nuls | % vic. | Pts pour | Pts contre |
| Cincinnati Bengals   | 12   | 4    | 0    | .750   | 448      | 329        |
| Cleveland Browns     | 10   | 6    | 0    | .625   | 304      | 288        |
| Houston Oilers       | 10   | 6    | 0    | .625   | 424      | 365        |
| Pittsburgh Steelers  | 5    | 11   | 0    | .313   | 336      | 421        |
| AFC Ouest            |      |      |      |        |          |            |
| Franchise            | Vic. | Déf. | Nuls | % vic. | Pts pour | Pts contre |
| Seattle Seahawks     | 9    | 7    | 0    | .563   | 339      | 329        |
| Denver Broncos       | 8    | 8    | 0    | .500   | 327      | 352        |
| Los Angeles Raiders  | 7    | 9    | 0    | .438   | 325      | 369        |
| San Diego Chargers   | 6    | 10   | 0    | .375   | 231      | 332        |
| Kansas City Chiefs   | 4    | 11   | 1    | .281   | 254      | 320        |

| NFC Est             |      |      |      |        |          |            |
| Franchise           | Vic. | Déf. | Nuls | % vic. | Pts pour | Pts contre |
| Philadelphia Eagles | 10   | 6    | 0    | .625   | 379      | 319        |
| New York Giants     | 10   | 6    | 0    | .625   | 359      | 304        |
| Washington Redskins | 7    | 9    | 0    | .438   | 345      | 387        |
| Phoenix Cardinals   | 7    | 9    | 0    | .438   | 344      | 398        |
| Dallas Cowboys      | 3    | 13   | 0    | .188   | 265      | 381        |
| NFC Central         |      |      |      |        |          |            |
| Franchise           | Vic. | Déf. | Nuls | % vic. | Pts pour | Pts contre |
| Chicago Bears       | 12   | 4    | 0    | .750   | 312      | 215        |
| Minnesota Vikings   | 11   | 5    | 0    | .688   | 406      | 233        |
| Tampa Bay Buccs     | 5    | 11   | 0    | .313   | 261      | 350        |
| Detroit Lions       | 4    | 12   | 0    | .250   | 220      | 313        |
| Green Bay Packers   | 4    | 12   | 0    | .250   | 240      | 315        |
| NFC Ouest           |      |      |      |        |          |            |
| Franchise           | Vic. | Déf. | Nuls | % vic. | Pts pour | Pts contre |
| San Francisco 49ers | 10   | 6    | 0    | .625   | 369      | 294        |
| Los Angeles Rams    | 10   | 6    | 0    | .625   | 407      | 293        |
| New Orleans Saints  | 10   | 6    | 0    | .625   | 312      | 283        |
| Atlanta Falcons     | 5    | 11   | 0    | .313   | 244      | 315        |

- Indianapolis termine devant New England en AFC Est en raison des résultats enregistrés face à des adversaires communs (7-5 contre 6-6).
- Cleveland termine devant Houston en AFC Central en raison des résultats enregistrés en division (4-2 contre 3-3).
- Philadelphia termine devant New York Giants en NFC Est en raison des résultats enregistrés en confrontations directes (2-0).
- Washington termine devant Phoenix en NFC Est en raison des résultats enregistrés en division (4-4 contre 3-5).
- Detroit termine devant Green Bay en NFC Central en raison des résultats enregistrés en confrontations directes (2-0).
- San Francisco termine devant Los Angeles Rams et la Nouvelle-Orléans en NFC Ouest en raison des résultats enregistrés en confrontations directes (3-1 contre 2-2 pour LA et 1-3 pour NO).
- Los Angeles Rams termine devant la Nouvelle-Orléans en NFC Ouest en raison des résultats enregistrés en division (4-2 contre 3-3) ; Les Rams rempotent la seconde Wild Card de la NFC en raison des résultats enregistrés en conférence (8-4 contre 9-5 pour les Giants et 6-6 pour la Nouvelle-Orléans).

## Play-offs
Les équipes évoluant à domicile sont nommées en premier. Les vainqueurs sont en gras

### AFC
- Wild Card : 
  - 24 décembre 1988 : Cleveland 23-24 Houston
- Premier tour : 
  - 31 décembre 1988 :  Cincinnati 21-13 Seattle
  - 1er janvier 1989 : Buffalo 17-10 Houston
- Finale AFC : 
  - 8 janvier 1989 : Cincinnati 21-10 Buffalo

### NFC
- Wild Card : 
  - 26 décembre 1988 : Minnesota 28-17 LA Rams
- Premier tour : 
  - 31 décembre 1988 : Chicago 20-12 Philadelphie
  - 1er janvier 1989 : San Francisco 34-9 Minnesota
- Finale NFC : 
  - 8 janvier 1989 : Chicago 3-28 San Francisco

### Super Bowl XXIII
- 22 janvier 1989 : San Francisco (NFC) 20-16 Cincinnati (AFC), au Joe Robbie Stadium de Miami